# Rannuzio Pallavicino
Rannuzio Pallavicino, indicato anche come Ranuccio Pallavicino o Pallavicini (Polesine Parmense, 19 ottobre 1633 – Roma, 30 giugno 1712), è stato un cardinale e scrittore italiano.

## Biografia
Nacque a Polesine nel Parmense il 19 ottobre 1633, dall'antica e nobile famiglia dei Pallavicino. Il padre fu il marchese Uberto Pallavicino, feudatario di Polesine, mentre la madre Ersilia (o Emilia) appartenne ai marchesi di Soragna, figlia di Guglielmo Lupi di Cremona.

### Studi
Per anni frequentò la corte di Baviera insieme al duca Ferdinando Maria di Baviera dopodiché studiò presso l'Università Ludwig Maximilian di Monaco, conseguendo il dottorato in diritto canonico e civile.

### Carriera ecclesiastica
Tornato a Parma, nel 1669 fu iscritto al Collegio dei Giudici. Fu poi canonico del Capitolo della Cattedrale di Parma. A questo seguirono altri ruoli di prestigio all'interno della curia romana. Diventato prelato, il 30 novembre 1669 fu prima referendario dei Tribunali della Segnatura Apostolica di Giustizia e di Grazia per poi divenire nel 1672, inquisitore presso Malta. Nel dicembre 1689 venne nominato segretario della suprema Sacra Congregazione (S.C.) del Sant'Uffizio nel Concilio di Trento. Assunse ufficialmente l'incarico l'anno dopo.
Fu anche Governatore della Santa Sede e dal 15 marzo 1696 fino al 27 luglio 1706, vice camerlengo di Santa Romana Chiesa.
Venne creato cardinale presbitero da papa Clemente XI, durante il concistoro del 17 maggio 1706. Il 25 giugno dello stesso anno assunse il titolo cardinalizio di Sant'Agnese fuori le mura. Il 2 gennaio 1708 divenne patrono dell'Ordine della Santissima Trinità ed in seguito si fregiò del titolo di prevosto degli Umiliati di Santa Maria della Ghiara di Verona.

### Scrittore
Appassionato di scrittura, pubblicò diverse opere, sotto lo pseudonimo di Asterio Sireo; si possono citare: L'intreccio di gigli e perle (1660), un'antologia di poesia, La Scalza di Avila (1661), una biografia di Santa Teresa, I Trionfi dell'Architettura (1667), dove descrive il palazzo del principe elettore di Baviera, Atalanta (1667), una tragedia ed infine Ritratto di una gran Principessa (Monaco, Luca Straub, 1668), una raccolta di odi dedicate ad Enrichetta Adelaide di Savoia.

### Morte
Morì alle 2 di notte del 30 giugno 1712, a causa di un ictus, nella sua residenza di Palazzo Farnese, a Roma. I suoi funerali avvennero il 2 luglio. Lasciò un testamento il quale asseriva che la tenuta di Polesine sarebbe stata ereditata dal cugino Vito Modesto.
Oggi è sepolto davanti all'altare della Chiesa romana di San Francesco a Ripa.